# Comuna Nedoharkî, Oleksandria
Nedoharkî (în ucraineană Недогарки) este o comună în raionul Oleksandria, regiunea Kirovohrad, Ucraina, formată din satele Hlîboke, Mariivka, Nedoharkî (reședința), Vilnîi Posad și Volodîmîro-Uleanovka.

## Demografie
Componența lingvistică a comunei Nedoharkî
     Ucraineană (94,02%)
     Rusă (4,72%)
     Alte limbi (0,83%)
Conform recensământului din 2001, majoritatea populației comunei Nedoharkî era vorbitoare de ucraineană (94,02%), existând în minoritate și vorbitori de rusă (4,72%).